# گردشگاه مادردختر
گردشگاه مادردختر، گردشگاهی در مجاورت شهر گندمان از شهرستان بروجن می باشد. برخی نام آن را اشاره به دو امامزاده‌ای که در جوار آن قرار دارد به نام امامزادگان «مادر و دختر» می‌دانند. برخی دیگر ریشهٔ این نام را در آیین‌های کهن مانند پرستش آناهیتا می‌دانند. این گردشگاه دارای چند چشمه و آبگیر با بیشه طبیعی و درختان فراوان می‌باشد.